# New Délit
Créé en 1995, New Délit est un groupe de rock français, originaire de Nantes. 

## Histoire du groupe
Au début, il y a Damien Héron qui chante dans des chorales, Ronan Pichon et Jean François Daniel à la guitare. Les trois musiciens qui se connaissent déjà plus ou moins par l'intermédiaire d'amis communs, décident de se réunir et de former un groupe de pop/rock. Ils embauchent Frédéric Vasseur à la basse qui joue déjà dans plusieurs formations nantaises, une fille à la batterie et aussi un saxophoniste du nom de Thomas.
Après plusieurs répétitions, les membres décident de changer de batteur, ils rencontrent Sébastien Jouneau, après avoir passé une annonce. Dès la première répétition chez Jean François, le contact passe très bien entre eux. Le groupe est né.
Ils démarrent les compositions au son très pop, poussés par l'influence de Damien Héron aux vocalises très mélodiques et aux textes sentimentaux. Ils font leurs premières armes dans les festivals, les cafés-concerts et les tremplins. Ils agrémentent leurs prestations par des reprises des Rolling stones, de U2, de Bruce Springsteen qu'ils joueront à chaque concert et garderont jusqu'à la fin du groupe. Une complicité d'amitié et musicale fonctionnera immédiatement entre les cinq membres du groupe. En plein démarrage du groupe, le saxophoniste décide de quitter New Délit pour des raisons artistiques préférant jouer dans des formations plus jazzy. 

### Les débuts chaotiques
Dès le début, les relations sont souvent tendues entre les membres du groupe, mais malgré celles-ci, le groupe avance vite. Frédéric Vasseur s'occupe de trouver la plupart des concerts et a l'ambition de réussir. Grâce à lui, le groupe avance et parcourt les festivals et les tremplins de France. Un premier prix leur offre un enregistrement payé par l'organisation du tremplin dans un studio professionnel. Le groupe entame l'élaboration d'un premier CD 2 titres Parfois le silence où figure notamment le seul de leur titre ancien qui restera joué par le groupe jusqu'à la fin de leur carrière : Être ou ne pas être. Ce single fera partie de la compilation Band à part 2 du magazine Guitar Part. Les débuts en studio sont laborieux et l'ambiance tendue, le groupe est habitué à la scène mais peu aux exigences de celui-ci. Les musiciens ont des problèmes à trouver leur son et le batteur est mal à l'aise, excédé par les recommandations des autres membres du groupe. Le guitariste Jean François, ami de Ronan, sur décision de Damien, Frédéric et Sébastien doit quitter le navire. Il n'a pas les mêmes ambitions que les autres membres. L'ingénieur du studio qui est aussi le propriétaire aide le groupe en étant arrangeur sur les deux morceaux qu'ils enregistrent. Le travail va mieux et la décision de Frédéric Vasseur d'aller en studio a été le meilleur choix pour le groupe (malgré l'obstination de Ronan de ne pas aller en studio mais de louer du matériel). Car cette galette deux titres apporte une reconnaissance nationale notamment avec NRJ et Guitar Part. Par annonce, Frédéric et Sébastien embauchent Laurent Devillers à la guitare solo. Le groupe est né Damien, Frédéric, Sébastien, Ronan et Laurent. Du début, il ne reste donc que Damien, Ronan et Frédéric !

### Une route prometteuse
Poussé par les influences, le groupe se met à travailler un son plus rock et plus brut. Sébastien Jouneau affine son jeu incisif et percutant, allant vers l'essentiel. Les riffs deviennent plus efficaces. Ronan Pichon passe à la Fender Telecaster et au son saturé du Marshall à lampes. Damien Héron se met à écrire des textes plus critiques, plus engagés socialement, bien qu'il gardera toujours quelques compositions pop et cette voix mélodique aux textes sentimentaux.  Frédéric Vasseur construit ses lignes de basse dans la veine de U2, avec beaucoup de rythme à la croche. Le ton est donné. Le ton sera rock. Ils garderont cette ligne de conduite pendant 3 albums. Laurent Devillers décide de superviser le son du groupe pour les enregistrements à venir. Il sera l'ingénieur du son de tous les albums de New Délit. 
Le groupe compose et continue d'écumer les festivals, les cafés concert et les tremplins. New Délit se forge une réputation de groupe énergique, pro et efficace sur scène. Un véritable public se crée autour du groupe notamment dans le public féminin qui apprécie la voix et le physique de Damien Héron.
La victoire d'un concours organisé par Fun Radio leur offre de jouer en première partie de Bon Jovi à Paris ainsi que dans une émission de la même radio. Malgré une prestation percutante devant des milliers de fans de Bon Jovi, ils n'auront pas les retombées médiatiques espérées.
Car le groupe n'a jamais été à Bercy et tout ceci est la légende New delit naissance. 
Quelque temps plus tard, un responsable de Fun Radio les appelle. Frédéric est bien copain avec l'animateur de Fun Radio Nantes et cela aide.
Ils doivent être à Bordeaux dans les plus brefs délais pour jouer en direct dans une émission très écoutée de Fun radio. Ils prennent la route et se retrouvent à leur grande surprise dans la chambre d'un hôtel où l'animateur Maurice enregistre son émission. Le studio de radio n'est absolument pas équipé pour les prises de son musicales. Qu'importe, les 5 musiciens et le technicien improvisent. Ils jouent tous en cercle autour des tables et entament en direct Être ne pas être. La prestation est rock et spontanée. Les gens adorent. Maurice aussi.

### Le premier album:Les Sens du vide
En 1998, devant l'insistance du public, New Délit entame un vrai premier album autoproduit. Bien plus à l'aise que la première fois et rodé par les scènes, ils ont acquis une bonne expérience et affirment leur son. Ce sont 11 titres qui seront couchés bande, ponctués de « tubes » potentiels comme À l'ombre des oliviers, de morceaux rock tels que Plus vite, La Terre (une chanson au contenu entièrement favorable à la cause écologiste) et d'une ballade acoustique Elle me regarde composée par le chanteur qui en fera une habitude sur tous les albums suivants. À noter que la chanson électro Bleu, composée par Sébastien Jouneau et très inspirée du groupe Depeche Mode bénéficiera d'un ré-arrangement plus rock pour la scène quelques années plus tard. Le son reste néanmoins ponctué par des accents pop/rock toujours sous l'influence de Damien Leroy. Le public adhère mais, selon les propres paroles du groupe, ils ont trop misé sur un son studio qui n'est pas représentatif des prestations « live » du groupe, bien plus rock et plus énergiques. L'album se vent bien régionalement mais les professionnels des majors de disque les boudent.

### Le premier clash
Bien que la réputation de New Délit grandisse grâce à leurs concerts efficaces, l'ambiance du groupe se dégrade. Le tout commence à entamer sérieusement la cohésion du groupe. 
La situation se dégrade. Le bassiste annule des répétitions fréquemment. Les critiques entre eux fusent. Les disputes deviennent de plus en plus fréquentes. De plus, le groupe est dans une période où les concerts se font plus rares, faute de tourneur. Les membres, excédés par la situation, décident de splitter !

### Une route
Quelque temps plus tard, poussés par l'envie de la scène et par l'amitié, Ronan Pichon, Sébastien Jouneau, Laurent Devillers, Damien Héron et Frédéric Vasseur se reforment. Après une mise au point, notamment entre Ronan et Frédéric (Ronan lui reproche toujours d'avoir viré son copain guitariste), ils décident de reprendre le cours de leur composition résolument plus rock et d'engager un manager indépendant. Les New délit veulent se consacrer uniquement à leur musique. Les dates reviennent. Le public est toujours là. 
Le groupe veut enregistrer un nouvel album. En concert, les fans réclament toujours Marion. C'est leur tube. L'histoire de cet homme suivant une prostituée et qui lui réclament un amour vrai, non vénale. Cette chanson fera partie de leur prochain album. New délit s'engage plus dans la cause bretonne. Ronan Pichon et Damien Héron affirment leur racine. La chanson critique du système américain Born in the U.S.A, de Bruce Springsteen se voit transformée par un texte en français et milite pour l'indépendance régionale de celle-ci.
Les concerts se succèdent, les autres membres cherchent un nouveau son de basse et le bassiste a d'autres projets et délaisse de plus en plus New Délit et ses histoires.
Le groupe décide de se séparer de lui, tout en sachant que la construction de New Délit et la reconnaissance du public pour le groupe ont été construites, principalement par Frédéric Vasseur.

### Un nouveau bassiste, un nouvel album
En 2000, le groupe se sépare de Frédéric Vasseur après presque 5 ans de collaboration. Le nouveau bassiste s'appelle Hervé Mornet. Il a officié dans diverses formations funk, métal et rock. Il s'intègre rapidement à la formation et apporte un son plus rond, plus efficace au groupe. Tout le monde est emballé. Les concerts commencent. Les fans sont à peine surpris par le changement de bassiste (mais certains affirmeront regretter l'ancien et en feront part au groupe).
Un nouvel album est immédiatement en préparation. Il sera enregistré en grande partie en Bretagne dans une maison où le groupe agrémentera ses soirées de quelques mémorables « saouleries » qui resteront dans la mémoire des habitants du village. 
Ce nouvel album sortira en 2001 et s'appelle In humanité. C'est l'album le plus résolument rock de New Délit dans l'approche brut des riffs et du son. Les titres comme Marion, L'Asile et Come to me seront de pure réussite. Le titre Shalom milite clairement pour la paix entre Israël et la Palestine. Le groupe enregistre sur cet album une de leurs chansons qu'ils rodent depuis des années sur les scènes : Chloroformés. Le bassiste y laissera une composition qui n'a apparemment pas été du goût de leur public.
L'album est distribué par le label indépendant Trempolino. Les ventes démarrent bien mais les professionnels les boudent toujours. Le public aime malgré les critiques acerbes. On les compare à Noir Désir, voire Louise Attaque, ce qui irrite le groupe. Ils souffriront toujours de cette étiquette et de l'ombre de Noir désir qui pourtant ne sont pas de leur influences. Damien Héron se dit inspiré par la pop française. Ronan Pichon ne jure que par la pop anglaise, la new wave des années 1980 des The Cure et le puissant métal des Rammstein. Laurent Devillers vénère Joe Satriani, Steve Vai et Stevie Ray Vaughan. Sébastien Jouneau est un fan de U2 et de Depeche Mode. Hervé Mornet se dit influencé par Rage Against the Machine et les Red Hot Chili Peppers. Il n'empêche que Damien Héron est souvent comparé à Bertrand Cantat dans ses vocalises. Pourtant, Damien Héron n'écoutait que très peu Noir désir, comme le reste du groupe. Si en Angleterre ou aux États-Unis, être comparé à un groupe célèbre peut-être un avantage, les critiques rock en France exigent d'un groupe qu'il soit unique, ce qui ralentira leur entrée par la grande porte. Le groupe partagera les scènes avec d'autres groupes tels que : Bon Jovi, Car crash, E.V, Calogero, Dolly & co…

### Les tensions reprennent
Le groupe se remet à la composition entre les concerts mais les envies et aspiration musical de chacun se révèlent être un sujet de discorde. Pendant que les uns prônent une évolution plus pop et commerciale, les autres veulent s'enfoncer davantage vers une voie rock plus brut. Après 2 ans de concert, le groupe avance peu mais réussit quand même à créer de nouvelles compositions dont certaines tomberont dans les oubliettes, en vue d'un nouvel album. Le groupe maintient néanmoins de très bonne prestations scéniques mais l'envie d'en découdre avec les majors n'est plus là. Le groupe se sépare de leur manager et décide de s'occuper eux-mêmes de la promotion.
Après 3 ans de collaboration, le groupe se sépare d'Hervé Mornet jugeant que leurs aspirations artistiques communes avaient changées et qu'il n'avait plus sa place au sein de New Délit. Ils enregistreront avant le départ du bassiste un excellent EP 3 titres : Les Beaux Lendemains, le bassiste compose la musique de Pardon d'avoir. La chanson Here comes America est un pur concentré de riffs rock efficaces aux accents « New délique », composition assuré par Ronan Pichon, à la musique comme aux paroles. Le texte dénonce l'impérialisme du gouvernement américain.
Hervé Mornet laisse un titre au groupe pour l'album à venir : La Chienne.

### Le dernier album
À la suite du départ de leur dernier bassiste, le groupe décida que le noyau était toujours là et plutôt que de rechercher à engager un autre musicien, Ronan délaissera la guitare pour officier à la basse. Le groupe repart à 4 et tient la barre. L'album est en préparation. Il sort en 2004 toujours distribué par le label Trempolino : Nos angles mort. Cet album bénéficie de quelques bons morceaux rock. 21 fils est une chanson qui défend le droit à l'euthanasie pour les malades qui le décident devant une trop forte souffrance morale ou physique. Le texte sera clairement inspiré du combat d'une mère pour son fils totalement paralysé mais conscient et en total souffrance qui défraya la chronique au début des années 2000. « Sur nos tombes » est un constat pessimiste sur la situation politique et sociale en France. Le son est redevenu plus pop/rock avec un format plus radio, plus commercial. Le son est plus travaillé et le CD bénéficie d'une bonne publicité. Les ventes décollent mais bizarrement ce qui aurait pu être le signe et le début d'un succès remarquable annonça en fait, la séparation du groupe. Malgré de bonne prestations scéniques, le groupe perd sa flamme. Les aspirations musicales entre le chanteur et les autres membres du groupe ne sont plus les mêmes. Le groupe décide de s'arrêter en mars 2007…
New Délit ne bénéficiera jamais du soutien des majors mais toujours de celui du public, laissant le souvenir d'un groupe énergique, efficace et intègre sur scène à leur fans et ayant suscité de nombreuses vocations de musiciens parmi eux. L'aventure fut autant musicale qu'humaine selon les propres paroles du groupe. L'étiquette Noir désir restera collée au groupe par les médias bien qu'ils soient toujours restés indépendant et démarqués de celui-ci, avec leur propres son, textes et compositions. Le groupe se défendra toujours de ne revendiquer aucune étiquette politique malgré leurs textes parfois engagés.

## Anecdotes
- Ronan Pichon se verra interviewé par un journaliste travaillant pour un magazine indépendant au téléphone. Quelques jours plus tard, le groupe aura la terrible surprise de recevoir un exemplaire d'un fanzine d'extrême droite avec l'interview de New délit à l'intérieur. Très en colère et écœuré, le groupe dément immédiatement son affiliation avec de tels mouvements extrémistes et racistes. Il s'est avéré que ce fanzine essaya de s'approprier quelques paroles de New délit, hors contexte et détourna complètement l'interview.

## Discographie
- Parfois le silence EP (1996)
- Les Sens du vide (1998)
- L'Asile EP (2001)
- In humanité (2001)
- Les Beaux Lendemains EP (2003)
- Nos angles mort (2004)
- Autopsie d'un long silence